# Spitsbroers
Spitsbroers is een Vlaamse dramareeks uit 2015 die zich afspeelt in de arena van het Belgische voetbal, waarin twee broers met dezelfde droom centraal staan. Het tweede seizoen werd in de herfst van 2017 uitgezonden. Hoofdrollen zijn voor Oscar Willems en Joren Seldeslachts. 

## Productie
Spitsbroers was het eerste fictieproject van productiehuis deMENSEN, onder regie van Gijs Polspoel en Jeroen Dumoulein. Het verhaal werd geschreven door Kristof Hoefkens, Michel Sabbe, Steve De Wilde en Bart Vaessen. De opnamen van het eerste seizoen van de reeks liepen van april tot augustus 2014 op verschillende locaties in en rond Genk, waaronder de Luminus Arena van de Belgische voetbalploeg KRC Genk. De reeks werd van 30 maart tot 1 juni 2015 door VTM uitgezonden en nadien ook in Nederland door Fox.
In mei 2016 begonnen de opnamen voor een tweede seizoen. Eva Binon, Manuel Broekman en Bill Barberis vervoegden de acteurs. De nieuwe afleveringen kwamen van september tot november 2017 op VTM.

## Rolverdeling

### Hoofdrollen
| Acteur              | Personage                | Seizoen 1 | Seizoen 2 |
| Oscar Willems       | Dennis Moerman           |           |           |
| Joren Seldeslachts  | Alan Moerman             |           |           |
| Kris Cuppens        | Leo Moerman              |           |           |
| Viv Van Dingenen    | Frieda Moerman           |           |           |
| Louis Talpe         | Roel Thevenage           |           |           |
| Lynn Van Royen      | Nina Beernaert           |           |           |
| Gökhan Girginol     | Ibrahim (Ibi)            |           |           |
| Bert Haelvoet       | Guy Vandewiele           |           |           |
| Kürt Rogiers        | Nico Temmerman           |           |           |
| Ella Leyers         | Shari                    |           |           |
| Sien Eggers         | Marilou Moerman          |           |           |
| Mike Verdrengh      | Maurice Beernaert        |           |           |
| Tom Van Bauwel      | Guido Spechtmans         |           |           |
| Mathias Sercu       | Laurent Vuylsteke        |           |           |
| Maarten Goffin      | Farouk El Hamzi          |           |           |
| Frances Lefebure    | Lisa                     |           |           |
| Manuel Broekman     | Andy Fonck               |           |           |
| Lucas Van den Eynde | Antoine 'Toni' Beernaert |           |           |
| Eva Binon           | Alix Van de Ven          |           |           |
| Mathijs Scheepers   | Gilles Van Vaerenbergh   |           |           |

### Terugkerende gastrollen
- Steve Geerts als Manu Tuytelaers
- Decraecker Peter als Wekkes
- Junior Bright Etuwe als Jemaine
- Mallik Mohammed als Akintola
- Bill Barberis als David Derizzo
- Begir Memeti als Beckers
- Tom Audenaert als Roger
- Ellen Petri als Caro Van Winckel
- Abigail Abraham als Flo
- Marc Lauwrys als Deboosere
- Roel Vanderstukken als Jeroen Beeck
- Daphne Wellens als Jasmine
- Rember Lutz als Mushtaq
- Ronny Daelman als David Oeyen
- Ludo Hellinx als Wauman
- Patrick Vervueren als inspecteur Cruysberghs
- Jules Dezuttere als Frankie Thevenage
- Roger Baum als meneer Geusens
- Michel Bauwens als rij-instructeur
- Daisy Olie als Irina
- Kristof Verhassel als Willems
- Alfons Kempeneers als Eric Kempeneers
- Frederik Lebeer als Willem
- Gert Winckelmans als hoofdinspecteur Cruysberghs
- Michäel Meuret als de Wesley (steward Roel Thevenage)
- Jarne Heylen als Rupert Suply

In de serie zijn cameo's van Annelien Coorevits, Gilles De Bilde, Marc Degryse, Olivier Deschacht, Franky Dury, Steven Martens, Dennis Praet, Silvio Proto, Ann Van Elsen, Herman Van Holsbeeck, Francesca Vanthielen en Michel Verschueren in het eerste seizoen, in het tweede seizoen doken onder meer Stijn Helsen, Dimitri Vegas & Like Mike, Frank De Bleeckere, Koen Wauters en Anthony Kumpen op, en had Lieven Maesschalck een bijrol als zichzelf.

## Afleveringen

### Eerste seizoen
| Aflevering | Uitzending    | Live kijkers | Marktaandeel live | Live + 6 kijkers |
| ---------- | ------------- | ------------ | ----------------- | ---------------- |
| 1          | 30 maart 2015 | 544.089      | 24,70%            | 683.247          |
| 2          | 6 april 2015  | 584.366      | 26,30%            | 685.559          |
| 3          | 13 april 2015 | 590.929      | 27,40%            | 695.899          |
| 4          | 20 april 2015 | 529.450      | 25,30%            | 660.194          |
| 5          | 27 april 2015 | 610.227      | 27,90%            | 772.275          |
| 6          | 4 mei 2015    | 505.289      | 24,20%            | 690.095          |
| 7          | 11 mei 2015   | 500.373      | 24,10%            | Onbekend         |
| 8          | 18 mei 2015   | 474.296      | Onbekend          | Onbekend         |
| 9          | 25 mei 2015   | 672.218      | 28,40%            | 820.671          |
| 10         | 1 juni 2015   | 696.069      | 32,50%            | 832.591          |

### Tweede seizoen
| Aflevering | Uitzending        | Live kijkers | Marktaandeel live | Live + 60 kijkers |
| ---------- | ----------------- | ------------ | ----------------- | ----------------- |
| 1          | 4 september 2017  | 435.994      |                   | 713.189           |
| 2          | 11 september 2017 | 535.410      |                   | 795.595           |
| 3          | 18 september 2017 | 404.196      |                   | 676.274           |
| 4          | 25 september 2017 | 435.036      |                   | 721.214           |
| 5          | 2 oktober 2017    | 397.791      |                   | 701.829           |
| 6          | 9 oktober 2017    | 465.832      |                   | 731.983           |
| 7          | 16 oktober 2017   | 338.038      |                   | Onbekend          |
| 8          | 23 oktober 2017   | 418.938      |                   | 685.578           |
| 9          | 30 oktober 2017   | 408.914      |                   | 763.021           |
| 10         | 6 november 2017   | 404.273      |                   | Onbekend          |